# Радж'я Сабха
Радж'я сабха (гінді राज्यसभा — «рада штатів», англ. Rajya Sabha) — верхня палата Індійського парламенту, створена для збереження федеративної системи країни.
За конституцією, Радж'я Сабха налічує 250 депутатів, 12 з яких призначаються президентом з числа видатних діячів літератури, науки, мистецтва чи державної служби. Ці депутати відомі як «призначені». Решта депутатів обираються законодавчими органами штатів і територій відповідно до принципу пропорційного представництва. Депутати обираються на термін 6 років, третина палати переобирається кожні два роки. Мінімальний вік депутата — 30 років.
Число членів палати від кожної адмінодиниці залежить від чисельності населення штату чи території, і варіюється від одного (штат Сіккім) до 34 (штат Уттар-Прадеш). У 1985 році 42-ю поправкою до Конституції Індії було включено доповнення, яке передбачає дискваліфікацію на підставі дефекціі (відступництва). Згідно з цим доповненням член палати, обраний як член політичної партії або приєднався до неї після обрання, підлягає дискваліфікації (позбавлення депутатського мандату), якщо добровільно відмовився від членства в цій партії чи голосує або утримується від голосування в палаті всупереч вказівкам партії, та без її попереднього дозволу, і таку поведінку йому не пробачило керівництво фракції партії протягом наступних 15 днів.
Радж'я Сабха засідає постійно та, на відміну від нижньої палати, Лок Сабха, не може бути розпущена. Радж'я Сабха ділить законодавчі функції з Лок Сабгою, за винятком виділення коштів, у якому Лок Сабха має виняткові повноваження. Якщо дві палати принципово незгодні з певних питань, проводяться спільні засідання обох палат, але, оскільки Лок Сабха має удвічі більше членів, вона має більші повноваження в конфліктних ситуаціях. Засідання ведуться на гінді або англійською, проте головуючий може дозволити депутату, який погано володіє цими мовами, виступати його рідною мовою.
Радж'я сабха засідає у Нью-Делі в Сансад Бгаван.
Головою Радж'я Сабги є віцепрезидент Індії, який обирається на спільному засіданні обидвох палат Індійського парламенту. Заступник голови обирається членами палати та виконує всі обов'язки голови за його відсутності.
Радж'я Сабха почала діяти 13 травня 1952 року.